# Ambrumesnil
Ambrumesnil est une commune française située dans le département de la Seine-Maritime, en région Normandie.

## Géographie

### Description
Ambrumesnil est une commune du pays de Caux en Normandie, située à 8 km à vol d'oiseau au sud-est de Quiberville-sur-Mer et du littoral de la Manche, 9 km au sud-ouest de Dieppe et 47 km au nord de Rouen.
Elle est aisément accessible depuis le tracé initial de l'ancienne route nationale 25 reliant Le Havre à Dieppe et la Picardie.
Le sentier de grande randonnée GR 212 passe à l'ouest du territoire communal, le long de la Vienne. La véloroute du lin, voie verte, utilise la plateforme de l'ancienne ligne de Dieppe à Fécamp.

### Communes limitrophes
Les communes limitrophes sont Ouville-la-Rivière, Avremesnil, Gueures, Offranville, Saint-Denis-d'Aclon et Thil-Manneville.

### Hydrographie
La commune est située dans le bassin Seine-Normandie. Elle est drainée par la Saâne, la Vienne et un autre petit cours d'eau.
La Saâne, d'une longueur de 40 km, prend sa source dans la commune de Yerville et se jette  dans la Manche en limite des communes de Sainte-Marguerite-sur-Mer et de Quiberville-sur-Mer, après avoir traversé 24 communes. 
La Vienne, d'une longueur de 15 km, prend sa source dans la commune de Beauval-en-Caux et se jette  dans la Saâne sur la commune, après avoir traversé neuf communes. 
Deux plans d'eau complètent le réseau hydrographique : l'étang de la Balastière (2,46 ha) et l'étang la Balastière (1,88 ha),.

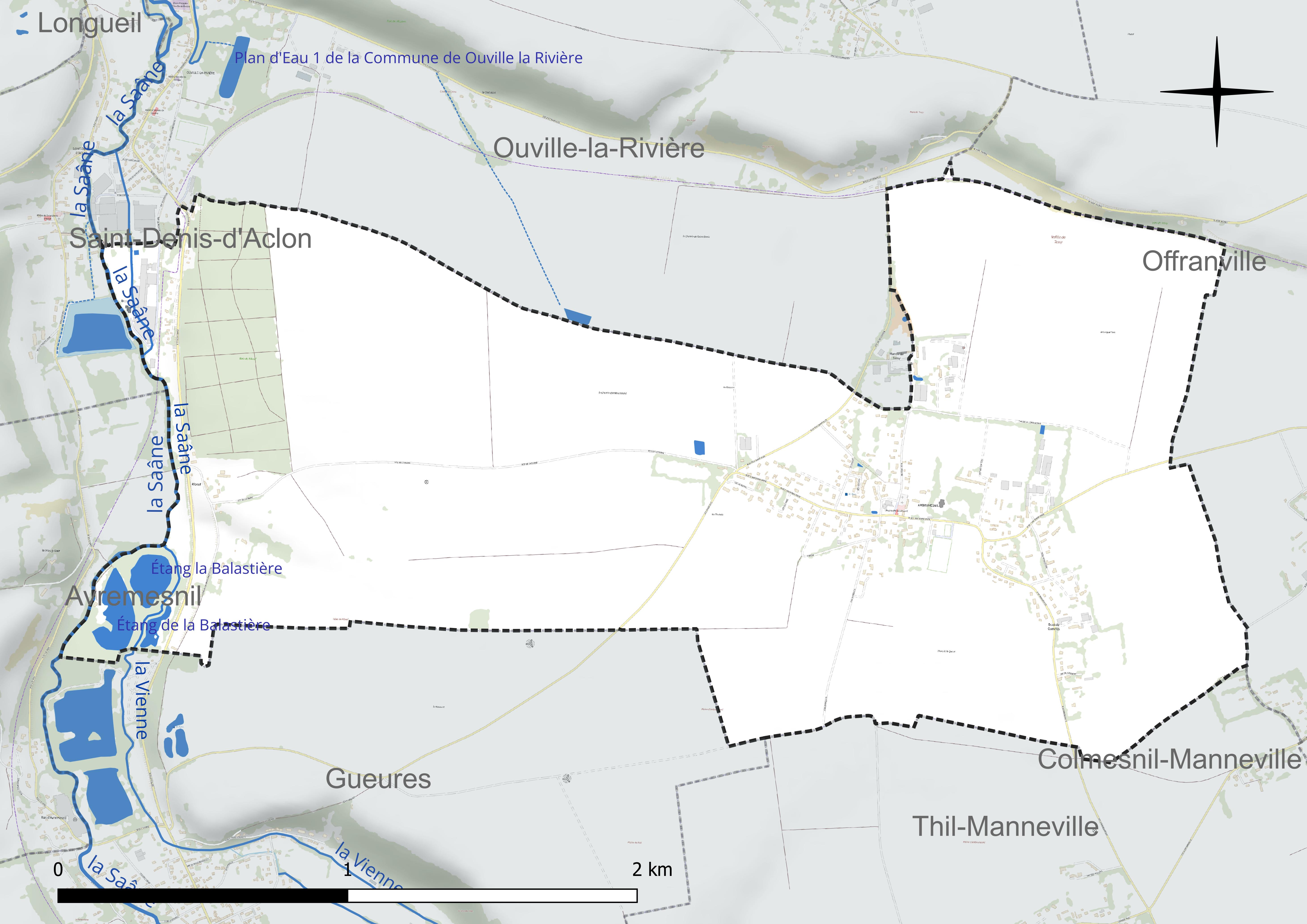
Réseau hydrographique d'Ambrumesnil.

### Climat
Pour des articles plus généraux, voir Climat de la Normandie et Climat de la Seine-Maritime.
En 2010, le climat de la commune est de type climat océanique franc, selon une étude du CNRS s'appuyant sur une série de données couvrant la période 1971-2000. En 2020, Météo-France publie une typologie des climats de la France métropolitaine dans laquelle la commune est exposée à un climat océanique et est dans la région climatique Côtes de la Manche orientale, caractérisée par un faible ensoleillement (1 550 h/an) ; forte humidité de l’air (plus de 20 h/jour avec humidité relative > 80 % en hiver), vents forts fréquents. Parallèlement le GIEC normand, un groupe régional d’experts sur le climat, différencie quant à lui, dans une étude de 2020, trois grands types de climats pour la région Normandie, nuancés à une échelle plus fine par les facteurs géographiques locaux. La commune est, selon ce zonage, exposée à un « climat maritime », correspondant au Pays de Caux, frais, humide et pluvieux, légèrement plus frais que dans le Cotentin.
Pour la période 1971-2000, la température annuelle moyenne est de 10,6 °C, avec une amplitude thermique annuelle de 12,9 °C. Le cumul annuel moyen de précipitations est de 899 mm, avec 12,8 jours de précipitations en janvier et 8,7 jours en juillet. Pour la période 1991-2020, la température moyenne annuelle observée sur la station météorologique la plus proche, située sur la commune de Dieppe à 9 km à vol d'oiseau, est de 11,3 °C et le cumul annuel moyen de précipitations est de 805,2 mm,. Pour l'avenir, les paramètres climatiques de la commune estimés pour 2050 selon différents scénarios d'émission de gaz à effet de serre sont consultables sur un site dédié publié par Météo-France en novembre 2022.

## Urbanisme

### Typologie
Au 1er janvier 2024, Ambrumesnil est catégorisée commune rurale à habitat dispersé, selon la nouvelle grille communale de densité à sept niveaux définie par l'Insee en 2022.
Elle est située hors unité urbaine. Par ailleurs la commune fait partie de l'aire d'attraction de Dieppe, dont elle est une commune de la couronne,. Cette aire, qui regroupe 62 communes, est catégorisée dans les aires de 50 000 à moins de 200 000 habitants,.

### Occupation des sols

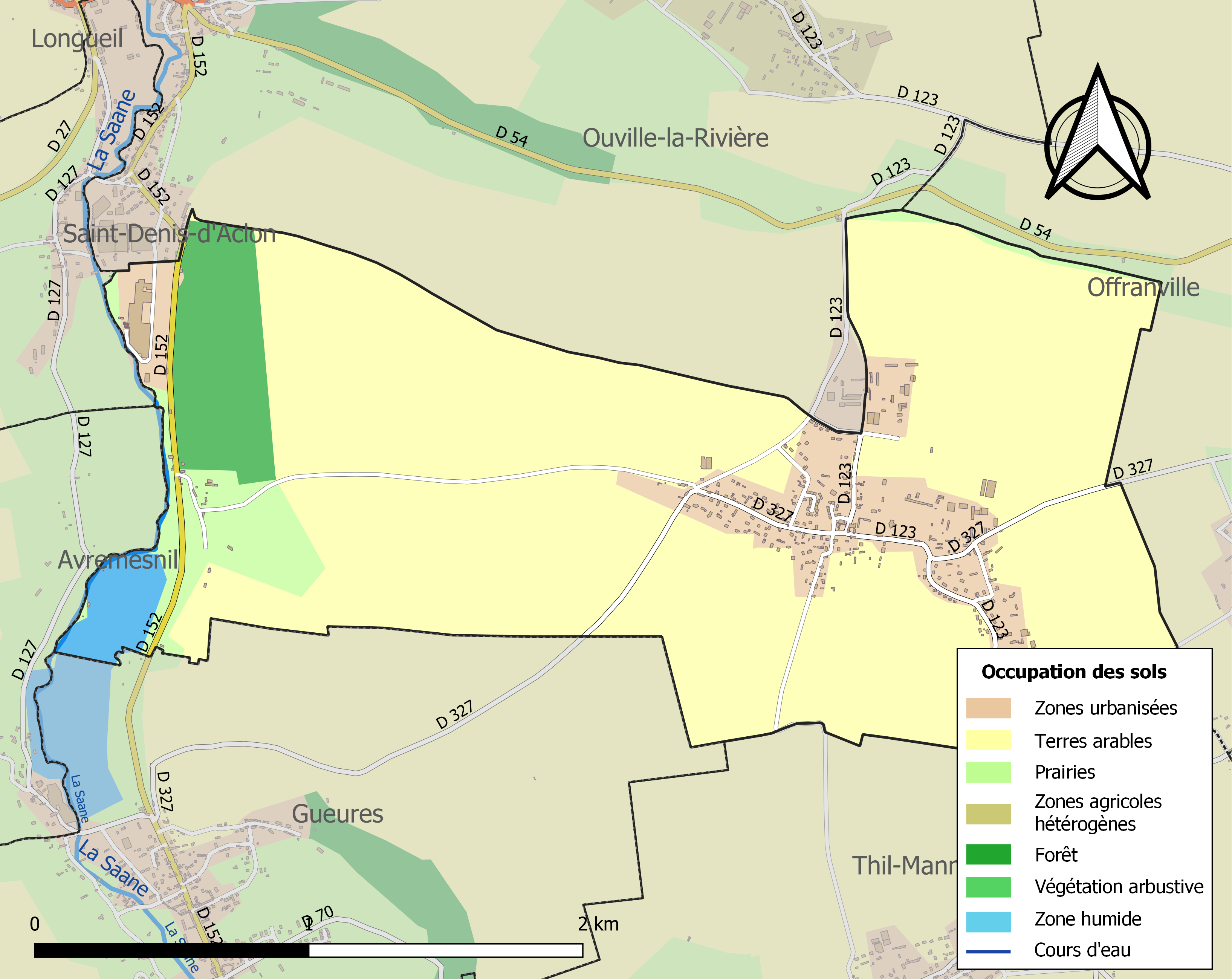
Carte des infrastructures et de l'occupation des sols de la commune en 2018 (CLC).

L'occupation des sols de la commune, telle qu'elle ressort de la base de données européenne d’occupation biophysique des sols Corine Land Cover (CLC), est marquée par l'importance des territoires agricoles (81,7 % en 2018), une proportion sensiblement équivalente à celle de 1990 (82,1 %). La répartition détaillée en 2018 est la suivante : 
terres arables (76,6 %), zones urbanisées (10,9 %), forêts (5,7 %), prairies (5 %), eaux continentales (1,8 %). L'évolution de l’occupation des sols de la commune et de ses infrastructures peut être observée sur les différentes représentations cartographiques du territoire : la carte de Cassini (XVIIIe siècle), la carte d'état-major (1820-1866) et les cartes ou photos aériennes de l'IGN pour la période actuelle (1950 à aujourd'hui).

### Habitat et logement
En 2018, le nombre total de logements dans la commune était de 224, alors qu'il était de 211 en 2013 et de 200 en 2008.
Parmi ces logements, 89,2 % étaient des résidences principales, 5,9 % des résidences secondaires et 5 % des logements vacants. Ces logements étaient pour 99,1 % d'entre eux des maisons individuelles et pour 0,4 % des appartements.
Le tableau ci-dessous présente la typologie des logements à Ambrumesnil en 2018 en comparaison avec celle de la Seine-Maritime et de la France entière. Une caractéristique marquante du parc de logements est ainsi une proportion de résidences secondaires et logements occasionnels (5,9 %) supérieure à celle du département (3,9 %) mais inférieure à celle de la France entière (9,7 %). Concernant le statut d'occupation de ces logements, 76,1 % des habitants de la commune sont propriétaires de leur logement (74,4 % en 2013), contre 53 % pour la Seine-Maritime et 57,5 % pour la France entière.
| Typologie                                               | Ambrumesnil | Seine-Maritime | France entière |
| ------------------------------------------------------- | ----------- | -------------- | -------------- |
| Résidences principales (en %)                           | 89,2        | 88             | 82,1           |
| Résidences secondaires et logements occasionnels (en %) | 5,9         | 3,9            | 9,7            |
| Logements vacants (en %)                                | 5           | 8,1            | 8,2            |

## Toponymie
La commune formée par la fusion des communes d’Ambrumesnil et de Ribeuf en 1823.
- Ambrumesnil est attesté sous les formes Ecc. de Alberici Meisnillo vers 1240 (H. Fr. XXIII, 302), Apud Aubrumesnil (Delisle, Cart. N. 703, 704) et Aubrumesnil dès 1264[15], Le Brumesnil au XVIIIe siècle, Abrumesnil en 1319, Aubrumesnil en 1398[16], Abbidimesnil en 1337, Avremesnil en 1431 (Longnon 30, 90), Aubrumesnil en 1474 et 1475[17], Notre Dame d'Aubrumesnil en 1632[18], Notre Dame de L'Assomption d'Aubrumesnil en 1714[19], Aubrumesnil en 1648 (Pouillés), Aubrumesnil en 1715 (Frémont), Brumenil en 1740 (Duplessis I 373), Aubrumesnil ou Ambrumesnil en 1788 (Dict.)[20].

Localement le nom de la commune se prononce toujours « Aubrumesnil ».
Ambrumesnil s'analyse comme « le mesnil d’Audburg(is) » ou « Alburg(is) », nom de femme germanique déjà rencontré dans Ambourville (Auborvilla XIIe siècle). Le nom de femme scandinave Auðbjǫrg s'y superpose. Il se perpétue dans le nom de famille Aubourg dont le foyer essentiel encore en 2009 est le département de la Seine-Maritime et est bien attesté anciennement dans le Calvados.
- L'ancienne commune de Ribeuf est attestée sous les formes Aecclesiam Sancti Laurentii de Calcia en 1147 (Merlet II, 60) ; Risbot en 1171 ; Ecc. Sancti Laurentii de Risu Bovis en 1175 et 1176 (Merlet II, 100) ; Walterio de Risboio au XIIe siècle (Le Cacheux-Longueville, 107) ; De feodo Antelmi de Riboh en 1202 (Le Cacheux-Longueville, 101) ; Th. de Risbued en 1207 (Bib. Rouen ms. 1224 f. 121),(Archives départementales de la Seine-Maritime, 24 H — charte de Richard de Saint-Denis) ; Risbodium et Riboel vers 1207 (Arch. Nat. S 5205 B) ; Ecc. de Riscodio vers 1240 (H. Fr. XXIII, 303) ; Ric. de Risbouel en 1259 (Arch. Nat. S 5198 A) ; Apud Ribue en 1264 (Bonnin, 492, 542) ; Ribeuf en 1319 (Archives départementales de la Seine-Maritime, G 3267) ; Prior de Ribeu et Ribotum en 1337 ; Ribeuf en 1431 (Longnon 30, 32, 90) ; Prior de Risu Bovis supra Mare en 1516 ; Visitatio prioratus Sancti Laurentii de Risu Bovis en 1528 (Merlet II 236, 227) ; Ecc. de Riboto en 1525 (Archives départementales de la Seine-Maritime, G 1970) ; Saint Pierre de Ribeuf en 1565 (Archives départementales de la Seine-Maritime, B Parl.) ; Noble fiefferme de Ribeuf en 1611[22] ; Prioratus de Ribeuf en 1617[23] ; Riboeuf en 1704 (Pou.) ; Riboeuf en 1757 (Cassini) ; Ribeuf en 1788 (Dict.)[24].

Le nom est composé de l'élément both / buth qui signifie « baraque » ou « village » en norrois (cf. Elbeuf ; Criquebeuf ; Daubeuf ; Coimbot ; Carquebut, etc.). Le premier élément est sans doute le vieil anglais ou vieux norrois hris « buisson ».

## Histoire
En 1829, la commune d'Ambrumesnil, instituée par la Révolution française, absorbe celle de Ribeuf. Ribeuf a été occupé autrefois  par les Vikings et a accueilli en 1147 un prieuré qui a dépendu de l’abbaye de Tiron en Eure-et-Loir. Une chapelle dédiée à saint Pierre et saint Clair, renommée pour la guérison de certaines maladies des yeux, est édifiée au XVe siècle à l'emplacement du prieuré. Les vestiges de cette chapelle ont été vendus en 1953 à un particulier qui l’a entièrement reconstruite dans sa propriété, à Varengeville-sur-Mer.

Ambrumesnil au tout début du XXe siècle
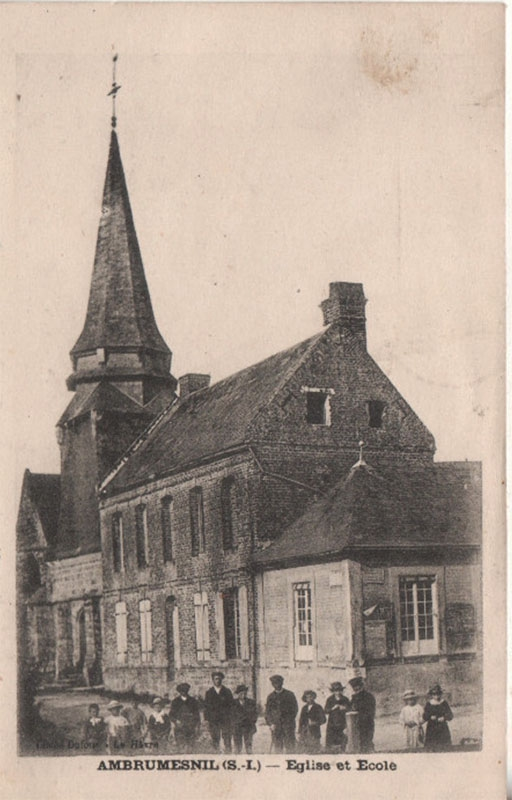
L'église et l'école.
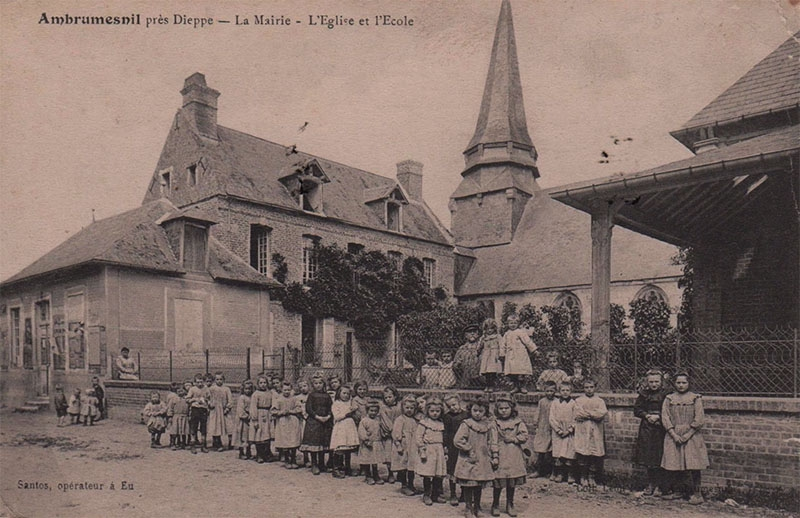
La mairie, l'église et l'école.
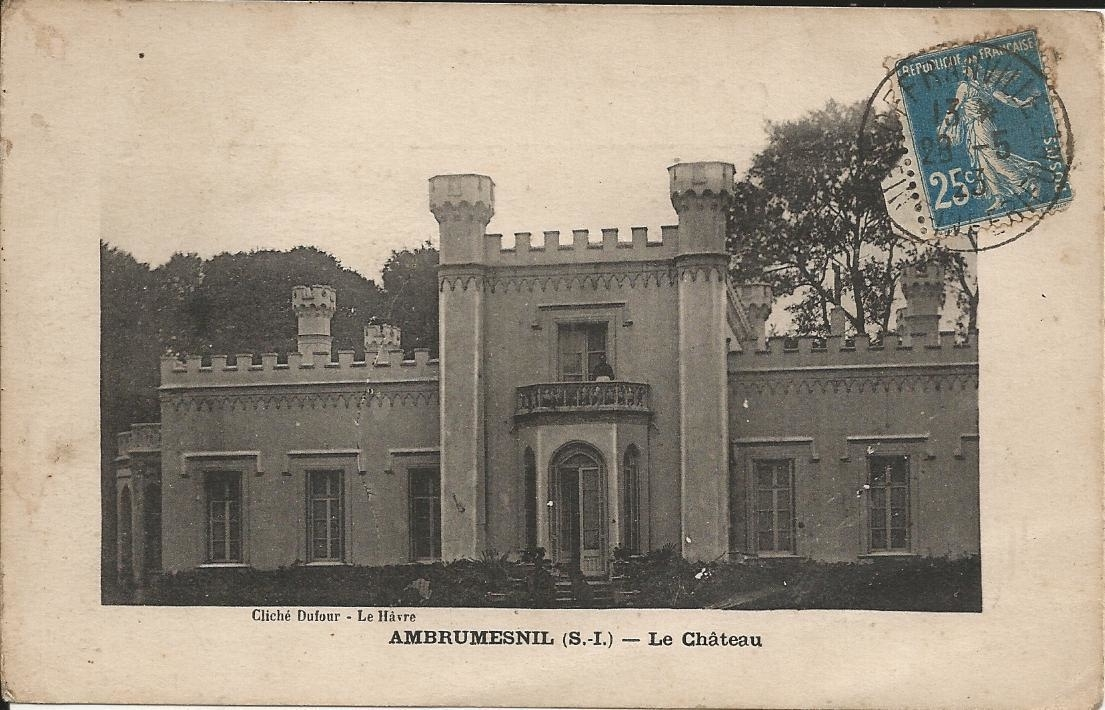
Le château.
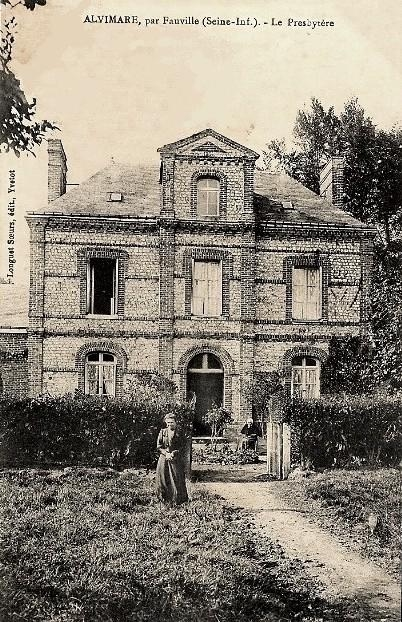
Le presbytère.

## Politique et administration

### Rattachements administratifs et électoraux

#### Rattachements administratifs
La commune se trouve depuis 1926 dans l'arrondissement de Dieppe du département de la Seine-Maritime.
Elle faisait partie depuis 18012 du canton d'Offranville. Dans le cadre du redécoupage cantonal de 2014 en France, cette circonscription administrative territoriale a disparu, et le canton n'est plus qu'une circonscription électorale.

#### Rattachements électoraux
Pour les élections départementales, la commune fait partie depuis 2014 du canton de Dieppe-1.
Pour l'élection des députés, elle fait partie de la sixième circonscription de la Seine-Maritime.

### Intercommunalité
Ambrumesnil  était membre de la communauté de communes Saâne et Vienne, un établissement public de coopération intercommunale (EPCI) à fiscalité propre créé fin 2001 et auquel la commune avait transféré un certain nombre de ses compétences, dans les conditions déterminées par le code général des collectivités territoriales.
Dans le cadre des dispositions de la loi portant nouvelle organisation territoriale de la République du 7 août 2015, qui prévoit que les établissements publics de coopération intercommunale (EPCI) à fiscalité propre doivent avoir un minimum de 15 000 habitants, cette intercommunalité a fusionné avec ses voisines pour former, le 1er janvier 2017, la communauté de communes Terroir de Caux, dont est désormais membre la commune.

### Liste des maires
| Période                                  | Période                    | Identité           | Étiquette | Qualité |
| ---------------------------------------- | -------------------------- | ------------------ | --------- | --- |
| Les données manquantes sont à compléter. |                            |                    |           | |
|                                          |                            |                    |           | |
| 1835                                     |                            | Louis Brunel       |           | |
| 1860                                     | 1860                       | Henry C. de Clercy |           | |
|                                          | novembre 1918              | Louis Boudet       |           | |
| 1936                                     |                            | André Dehoulle     |           | Agriculteur                                                                                                 |
|                                          |                            |                    |           | |
| mars 1977                                | avril 2014                 | Yvonne Lebourg,    | CNI       | Agricultrice retraitée Chevalier de l'Ordre national du mérite Officier dans l'ordre des palmes académiques |
| avril 2014                               | juin 2023                  | Norbert Letellier  | SE        | Enseignant                                                                                                  |
| juin 2023                                | En cours (au 27 juin 2023) | Mickaël Quibel     |           | |

### Distinctions et labels
La commune est récompensée d'une première fleur au concours des villes et villages fleuris en 2016.

## Équipements et services publics

### Eau et déchets
L'adduction en eau potable est assurée pour le compte de l'intercommunalité par le prestataire Hydra à compter du 1er avril 2023.

### Enseignement
Les enfants de la commune sont scolarisés avec ceux d'Ouville-la-rivière et de  Saint-Denis-d'Aclon dans le cadre du regroupement pédagogique concentré de l'école des trois communes à Ouville.

### Cimetière
En raison de la croissance démographique de la commune, un nouveau cimetière, d'une capacité de 150 caveaux, complétées par un ensemble de 18 cavurnes extensibles et de 11 cases de columbarium et d'un jardin du souvenir, est mis en service en 2022.

## Population et société

### Démographie

#### Évolution démographique
L'évolution du nombre d'habitants est connue à travers les recensements de la population effectués dans la commune depuis 1793. Pour les communes de moins de 10 000 habitants, une enquête de recensement portant sur toute la population est réalisée tous les cinq ans, les populations de référence des années intermédiaires étant quant à elles estimées par interpolation ou extrapolation. Pour la commune, le premier recensement exhaustif entrant dans le cadre du nouveau dispositif a été réalisé en 2007.

En 2022, la commune comptait 504 habitants, en évolution de +5 % par rapport à 2016 (Seine-Maritime : +0,35 %, France hors Mayotte : +2,11 %).
| 1793 | 1800 | 1806 | 1821 | 1831 | 1836 | 1841 | 1846 | 1851 |
| ---- | ---- | ---- | ---- | ---- | ---- | ---- | ---- | ---- |
| 410  | 355  | 351  | 470  | 554  | 515  | 529  | 488  | 492  |

| 1856 | 1861 | 1866 | 1872 | 1876 | 1881 | 1886 | 1891 | 1896 |
| ---- | ---- | ---- | ---- | ---- | ---- | ---- | ---- | ---- |
| 502  | 511  | 474  | 425  | 409  | 401  | 403  | 406  | 415  |

| 1901 | 1906 | 1911 | 1921 | 1926 | 1931 | 1936 | 1946 | 1954 |
| ---- | ---- | ---- | ---- | ---- | ---- | ---- | ---- | ---- |
| 360  | 342  | 354  | 335  | 342  | 353  | 350  | 344  | 344  |

| 1962 | 1968 | 1975 | 1982 | 1990 | 1999 | 2006 | 2007 | 2012 |
| ---- | ---- | ---- | ---- | ---- | ---- | ---- | ---- | ---- |
| 368  | 358  | 326  | 363  | 401  | 450  | 509  | 517  | 507  |

| 2017 | 2022 | - | - | - | - | - | - | - |
| ---- | ---- | - | - | - | - | - | - | - |
| 472  | 504  | - | - | - | - | - | - | - |

#### Pyramide des âges
En 2018, le taux de personnes d'un âge inférieur à 30 ans s'élève à 31,2 %, soit en dessous de la moyenne départementale (36,5 %). À l'inverse, le taux de personnes d'âge supérieur à 60 ans est de 29,0 % la même année, alors qu'il est de 26,0 % au niveau départemental.
En 2018, la commune comptait 228 hommes pour 242 femmes, soit un taux de 51,49 % de femmes, légèrement inférieur au taux départemental (51,90 %).
Les pyramides des âges de la commune et du département s'établissent comme suit.
| Hommes | Classe d’âge | Femmes |
| ------ | ------------ | ------ |
| 0,0    | 90 ou +      | 0,9    |
| 4,6    | 75-89 ans    | 5,2    |
| 22,5   | 60-74 ans    | 24,9   |
| 24,8   | 45-59 ans    | 24,2   |
| 15,1   | 30-44 ans    | 15,3   |
| 16,3   | 15-29 ans    | 15,0   |
| 16,7   | 0-14 ans     | 14,6   |

| Hommes | Classe d’âge | Femmes |
| ------ | ------------ | ------ |
| 0,7    | 90 ou +      | 1,8    |
| 6,7    | 75-89 ans    | 9,6    |
| 16,7   | 60-74 ans    | 18     |
| 19,4   | 45-59 ans    | 19     |
| 18,5   | 30-44 ans    | 17,5   |
| 19,2   | 15-29 ans    | 17,4   |
| 18,9   | 0-14 ans     | 16,7   |

## Culture locale et patrimoine

### Lieux et monuments
- Église Saint-Martin, édifice en grès construit au XVIe siècle. Elle contient une statue polychrome de saint Clair provenant de l'ancienne chapelle de Ribeuf[26].
- Calvaire de Ribeuf, croix en grès du XVIe siècle, vestige de l'ancienne chapelle de Ribeuf, rénovée et mise en valeur en 2020[26].

### Héraldique
| Blason de Ambrumesnil | Blason  | D'azur à une croix latine et deux épis de blé passés en sautoir, le tout enfilé dans une couronne, accompagné de trois fleurs de lys, deux aux flancs et une en pointe, le tout d'or. |
| Blason de Ambrumesnil | Détails | |

## Pour approfondir